# Raionul Teceu
Raionul Teceu (în ucraineană Тячівський район) este cel mai mare raion rural din Ucraina cu o populație de 171,9 mii de locuitori. Raionul reprezintă un areal românesc din Ucraina, formând o majoritate din 9 localități - orășelul Slatina și satele Apșa de Jos, Strâmtura, Teteș, Podișor, Bascău, Cărbunești, Bouțul Mare și Bouțul Mic.

## Geografie
Suprafață 1818 km². Râul principal care traverseazǎ raionul este Tisa (42 km pe teritoriul raionului).
Raionul se învecineazǎ cu România în sud, cu regiunea Ivano-Frankovsk în nord-est, raioanele Mizhhiria și Hust în vest, iar cu raionul Rahău în est. Este situat într-o regiune înaltǎ a Carpaților ucraineni.

## Demografie

### Numărul populației la 1 ianuarie
| 2013     | 2014     | 2015     |
| -------- | -------- | -------- |
| ▲174.087 | ▲174.523 | ▲175.136 |

- Sursă:[2]

### Structura etnolingvistică
Componența lingvistică a raionului Teceu
     Ucraineană (83,52%)
     Română (12,45%)
     Maghiară (2,76%)
     Rusă (1,06%)
     Alte limbi (0,14%)
Conform recensământului din 2001, majoritatea populației raionului Teceu era vorbitoare de ucraineană (83,52%), existând în minoritate și vorbitori de română (12,45%), maghiară (2,76%) și rusă (1,06%).
În 2006 populația raionului constituia 171,850 persoane, inclusiv o populație urbană de aproximativ 45,252 (26.3%) de locuitori. În total există 62 de așezări.
Potrivit recensământului ucrainean din 2001, populația raionului era de 172,389 locuitori.
Structura etnicǎ:
- Ucraineni (Huțuli) 83,2% (143.427)
- Români 12,4% (21.377)
- Unguri 2,9% (5.000)
- Ruși 1,0% (1.722)
- Alții 0,5% (862)

### Comunități majoritar românești
- Apșa de Jos: 7.227 loc, români – 97,7%
- Apșa de Mijloc: 6.689 loc. – români 98,6%
- Biserica Albă: 3.204 loc. – 97,2%
- Dobric: 1.106 loc. – 98,3%
- Slatina: 8.861 loc, – 57.0%
- Strâmtura: 5.531 loc, – 98,6%
- Teteș: 2.238 loc, – 99,1%
- Podișor: 1.183 loc, – 97,3%
- Peștera: 104 loc, – 100%